# Марион (Монтана)
Марион (енгл. Marion) насељено је место без административног статуса у америчкој савезној држави Монтана.

## Демографија
По попису из 2010. године број становника је 886.
| Група             | 2000.    | 2010.       |
| Белци             | 0 (0,0%) | 835 (94,2%) |
| Афроамериканци    | 0 (0,0%) | 0 (0,0%)    |
| Азијати           | 0 (0,0%) | 0 (0,0%)    |
| Хиспаноамериканци | 0 (0,0%) | 13 (1,5%)   |
| Укупно            | 0        | 886         |